# Ellenberger Henrik
Ellenberger Henrik, eredeti (és írói) nevén Heinrich Ellenberger (Salzbach, Kelet-Poroszország [ma Solanka, Varmia-mazúriai vajdaság], 1806. május 2. – Budapest, 1883. október 9.) történetíró, bankár.

## Élete
Első munkája 1857-ben Lőcsén jelent meg.
1869-ben vezetője volt annak a tőkéscsoportnak, amelyik Pesten a Varietés Részvény Színházat alapította, ez volt az ún. Gyapjú utcai (ma Báthori utca az V. kerületben) Német Színház, az első komoly magánteátrum a városban. 1876-ban felszámolási eljárás indult a vállalat ellen, és 1882-ben törölték a cégjegyzékből.
Ellenberger 1871-től tíz éven át elnöke és főrészvényese volt a Budapesti Bankegyesület-Részvénytársaságnak (eredeti nevén Pest-Budai Kézműves Bank), mellette választmányi tag a főváros izraelita hitközségben. Zsidó történelmi kronológiai kézikönyvei élete utolsó két évében jelentek meg.
Házasságából négy lány- és egy fiúgyermek született. Feleségével közös sírja a Salgótarjáni Utcai Zsidó Temetőben található (J–11–5).

## Munkái[4]
- Zur Erinnerung an einen Verstorbenen. Leutschau [= Lőcse], 1857.
- Die Leiden und Verfolgungen der Juden und ihre Beschützer in chronologischer Reihenfolge. Von Pharao 1650 vor Christi Geburt bis zur Gegenwart. Budapest, 1882. Samuel Zilahy. (2. Aufl. Prag, 1882. Brandeis)[5][6][7]
- Geschichtliches Handbuch. Chronologische Reihenfolge der heiligenjüdischen Tradition von Moses 1540 v. Ch. G. bis zum Schluss des Talmuds 500 n. Ch. G., nebst Anhang über die spätere Entwickelung derselben. Budapest, 1883. Pester Buchdr. A. G. („Az előszó 1883. máj. 2. kelt, szerzőnek 77. születése napján.” – Szinnyei)